# Elephantiformes
Elephantiformes (слоновиді) — підряд хоботних, до складу якого входять слони, а також їхні вимерлі родичі (наприклад, мамути та мастодонти).